# جيمس ويب الثالث
جيمس ويب الثالث (مواليد 19 أغسطس 1993) هو لاعب كرة سلة أمريكي يلعب في مركز لاعب هجوم صغير الجسم ولاعب هجوم قوي الجسم في نادي سي بي مورسيا.

## روابط خارجية
- جيمس ويب الثالث على موقع الدوري الأوروبي لكرة السلة (الإنجليزية)
- جيمس ويب الثالث على موقع إن بي أي (الإنجليزية)
- جيمس ويب الثالث على موقع سبورتس رفرنس (الإنجليزية)
- جيمس ويب الثالث على موقع الدوري الإسباني لكرة السلة (الإسبانية)
- جيمس ويب الثالث على موقع كرة السلة الأوروبية.كوم (الإنجليزية)
- جيمس ويب الثالث على موقع DraftExpress.com (الإنجليزية)
- جيمس ويب الثالث على موقع كلية كرة السلة في سبورتس رفرنس.كوم (الإنجليزية)
- جيمس ويب الثالث على موقع ريلجم (الإنجليزية)
- جيمس ويب الثالث على موقع بروبوليرز (الإنجليزية)
- جيمس ويب الثالث على موقع سبورتس رفرنس (الإنجليزية)